# Канбера (тежък крайцер, 1943)
Канбера (на английски: USS Canberra (CA-70/CAG-2)) e тежък крайцер от типа „Балтимор“ на ВМС на САЩ, в периода 1952 – 1956 г. е снабден със зенитно-ракетен комплекс „Териер“ и става вторият в света ракетен крайцер. Заедно с главния кораб на проекта, крайцерът „USS Boston (CA-69/CAG-1)“, съставляват отделен тип ракетни крайцери.

## История на службата
Корабът е кръстен в чест на австралийския крайцер „Канбера“ (HMAS Canberra (D33)), загинал в боя при остров Саво на 9 август 1942 г.
Спуснат на вода на 19 април 1943 г. от корабостроителницата на компанията Бетлехем Стийл в Куинси, щата Масачузетс. Влиза в строй на 14 октомври 1943 г. под командването на кептън (капитан 1-ви ранг) А. Ърли (Captain A. R. Early).

### Втора световна война
На 14 януари 1944 г. „Канбера“ пристига в Бостън, а след това през Сан Диего отплава за Пърл Харбър, където пристига на 1 февруари. На 14 февруари той се присъединява към оперативното съединение 58 (TF 58) и участва в превземането на атола Ениветок. В периода 30 март – 1 април заедно със самолетоносача „Йорктаун“ (USS Yorktown (CV-10)) крайцерът участва в рейдовете от базата Маджуро над Палау, Яп, Улити и Волеаи, а след това на 13 април и в авиоударите по Джаяпура (на английски: Hollandia) и архипелага Вакде (Wakde) за поддръжка на армейския десант в Нова Гвинея. В периода 29 април – 1 май крайцерът съвместно със самолетоносача „Ентърпрайз“ (USS Enterprise (CV-6)) участва в удара по Трук, а след това обстрелва Сатаван и отново съвместно с авионосните сили – в ударите по Трук.
След рейдовете над Минамитори и остров Уейк, през май 1944 г., крайцерът на 6 юни отплава от базата на Маджуро, за да участва в Марианската операция на фланга на сраженията във Филипинско море, поддържайки авиоударите и обстрелвайки японските гарнизони на Бонинските острови. На 29 август, след дозареждане в Ениветок, крайцерът участва в рейдовете над Палау и Филипините, а след това, на 15 – 16 септември, в десанта на Моротай.
На 2 октомври 1944 г. крайцерът, в състава на оперативно съединение 38, участва в авиоударите по Окинава и Тайван и е повреден от японско авиационно торпедо, което попада под основния брониран пояс и прави в борда огромна пробойна, убивайки 23 члена на екипажа. Преди пробойната да е затворена, крайцерът поема 4500 тона задбордна вода, която наводнява машинните отделения, лишавайки кораба от ход. Корабът е взет на буксир от крайцера „Уичита“ (USS Wichita (CA-45)) и заедно с корабите от съпровождането и торпилирания крайцер USS Houston (CL-81), в утрото на 14 октомври, се насочва за Улити. На пътя към Улити съединението, което получава прякора „Куц дивизион 1“ (на английски: Cripple Division 1), е подложено на нападение от японската авиация, по време на което „Хюстън“ е повторно повреден от торпедо. Командирът на оперативното съединение 38, адмирал Уилям Холси, се опитва да използва съединението като примамка за японските сили, но когато японските кораби, излизащи от Вътрешно Японско море са подложени на атака по въздуха, те заподозряват клопката и се оттеглят. На 27 октомври „Канбера“, заедно с другите кораби, пристига в Улити, отбуксиран е до Манус за временен ремонт и отплава за Военноморската корабостроителница в Бостън, където в периода 16 февруари – 17 октомври 1945 г. преминава основен ремонт. В края на 1945 г. крайцерът отплава за западното крайбрежие на САЩ, а на 7 март 1947 г. е изваден от състава на флота и поставен на консервация в Бремертън (щата Вашингтон).
За участието си във Втората световна война „Канбера“ получава 7 бойни звезди.

### Следвоенно време
На 4 януари 1952 г. крайцерът е прекласифициран на CAG-2 и отбуксиран в корабостроителницата на компанията Ню Йорк Шипбилдинг в Камдън (щата Ню Джърси) за преоборудване в ракетен крайцер. Кърмовата кула на 203 mm оръдия е заменена с две пускови установки за ЗРК „Териер“, също е направена и модернизация на другите системи на кораба. На 15 юни 1956 г. крайцерът е повторно въведен в състава на флота и приписан към ВМБ Норфолк. Локалните операции в Атлантика и Карибско море продължават до 14 март 1957 г., когато крайцерът доставя президента на САЩ Дуайт Айзенхауер на Бермудските острови за срещата с премиер-министъра на Великобритания Харолд Макмилан. На 12 юни той участва в международния военноморски преглед в Хемптън Роудс с министъра на отбраната Чарлс Уилсън на борда. След тренировъчно плаване в Карибско море и Бразилия (13 юни – 5 август 1957 г.), той на 3 септември пристига в Норфолк, за да участва в операцията на НАТО „Ответен удар“ („Strikeback“) в Средиземно море в състава на 6-ти флот, откъдето се връща на 9 март 1958 г.
През пролетта на 1958 г. крайцерът е флагман на церемонията за превозване на телата на незнайните войни от Втората свтовна и Корейската война за полагането им в „Гробницата на незнайните“ (Tomb of the Unknowns) на Арлингтънското национално гробище. На 26 май в района Вирджиния Кейпс на „Канбера“ са предадени урните с праха на незнайните войни, загинали в Европа (от разрушителя DD-943 „Бленди“), Корея и Тихоокеанският театър на военните действия (от крайцера „Бостън“ – USS Boston CAG-1). След тържествената церемония две урни поемат за полагането им във Вашингтон на борда на разрушителя „Бленди“, а третата урна с военни почести е предадена на морето от борда на „Канбера“.
В периода 9 юни – 7 август 1958 г. крайцерът прави тренировъчно мичманско плаване към Европа, а след краткосрочна визита в Ню Йорк пристига във Военноморската корабостроителница на Норфолк за реконструкция.
На 3 март 1960 г. крайцерът, под флага на командира на крайцерските сили на Атлантическия флот и дивизиона крайцери 6 на контраадмирал Дж. Тейлър (на английски: Rear Admiral J. McN. Taylor), отплава за „околосветско плаване на добра воля“. В Тихият океан той посещава мястото на гибелта на австралийския крайцер „Канбера“ (HMAS Canberra D-33). По време на плаването крайцерът е заедно с 6-ти и 7-ми флотове, пресича Тихия и Индийския океан, Суецкия канал, Средиземно море и Атлантика. На 24 октомври той се връща в пристанището си на домуване Норфолк и до края на годината действа на Атлантическото крайбрежие на САЩ.

## Коментари
1. ↑  Буквите показват принадлежността към определен класː ВВ – линкор, СС, CL, СА – съответно линеен, лек или тежък крайцер, CV – самолетоносач, DD – разрушител, SS – подводница и т.н.